# Vespadelus regulus
 Vespadelus regulus — вид родини лиликових.

## Середовище проживання
Цей вид є ендеміком південної Австралії, включаючи острів Тасманія. Відомий від рівня моря до 1700 м. Цей вид був записаний у широкому спектрі місць проживання, включаючи вологі й сухі склерофільні ліси, чагарники, низькі чагарникові ліси, змішані ліси, а також залишки рослинності в сільськогосподарських районах і в міських районах. Лаштує сідала в дуплах дерев і будівлях, колоніями до 100 тварин. Самиці народжують одне дитинча після періоду вагітності близько трьох місяців. 

## Загрози та охорона
Здається, немає серйозних загроз для цього виду. Цей вид зустрічаються в багатьох природоохоронних територіях.